# Lista de programas originais distribuídos pela OPTO
Esta é uma lista de programas originais distribuídos pela OPTO, que é uma plataforma digital de streaming de vídeos e áudios sob demanda, desenvolvida e operada pelo Grupo Impresa.
O serviço da OPTO oferece duas versões: uma gratuita e outra paga. Na versão gratuita os utilizadores poderão assistir aos maiores sucessos da SIC, tais como séries, novelas, documentários, entre outros tipos de programas. Já na versão premium, inclui ainda o acesso a conteúdos exclusivos, incluindo programas e séries, antestreias de episódios de novelas que passam na SIC e informação à medida, com noticiários diários com a duração de 10, 15 ou 20 minutos.

## Lançados

### Séries e minisséries
Com a revelação que a SIC iria lançar uma plataforma de streaming, com o nome OPTO, a 24 de novembro de 2020, foi anunciada a primeira série da plataforma, intitulada de A Generala, sendo lançados os dois primeiros episódios no dia da abertura da plataforma. A partir daí, seguiram-se outras séries (e também minisséries), tanto do género drama ou comédia, como O Clube, Esperança, A Lista, entre outras.

#### Drama
| Título                      | Formato         | Género                                          | Lançamento             | Temporada(s)                | Duração    | Estado    | Ref.               |
| --------------------------- | --------------- | ----------------------------------------------- | ---------------------- | --------------------------- | ---------- | --------- | ------------------ |
| A Generala                  | série           | drama biográfico                                | 24 de novembro de 2020 | 1 temporada, 6 episódios    | 45–55 min. | Terminada | [ 6 ] [ 7 ]        |
| O Clube                     | série           | mistério, crime                                 | 18 de dezembro de 2020 | 7 temporadas, 47 episódios  | 40–51 min. | Terminada | [ 8 ] [ 9 ] [ 10 ] |
| Prisão Domiciliária         | série           | drama político                                  | 16 de abril de 2021    | 1 temporada, 8 episódios    | 38–44 min. | Terminada | [ 11 ] [ 12 ]      |
| Na Porta ao Lado            | série de filmes | drama                                           | 24 de julho de 2021    | 1 temporada, 3 episódios    | 60–90 min. | Terminada | [ 13 ] [ 14 ]      |
| A Lista                     | série           | drama adolescente                               | 24 de setembro de 2021 | 8 temporadas, 75 episódios  | 28–46 min. | Terminada | [ 15 ] [ 16 ]      |
| Vanda                       | série           | suspense, ação, criminal, drama biográfico      | 24 de março de 2022    | 1 temporada, 8 episódios    | 43–51 min. | Terminada | [ 17 ] [ 18 ]      |
| Praxx                       | série           | drama histórico, thriller                       | 9 de setembro de 2022  | 2 temporadas, 12 episódios  | 38–47 min. | Terminada | [ 19 ] [ 20 ]      |
| Santiago                    | série           | thriller criminal, mistério                     | 21 de outubro de 2022  | 1 temporada, 8 episódios    | 35–58 min. | Terminada | [ 21 ]             |
| Marco Paulo                 | minissérie      | drama biográfico                                | 1 de janeiro de 2023   | 1 temporada, 3 episódios    | 40–46 min. | Terminada | [ 22 ] [ 23 ]      |
| Projeto Delta               | série           | suspense, mistério, fantasia, ficção científica | 24 de março de 2023    | 1 temporada, 8 episódios    | 45–56 min. | Terminada | [ 24 ] [ 25 ]      |
| Lúcia, a Guardiã do Segredo | minissérie      | drama biográfico, religião cristã               | 13 de maio de 2023     | 1 temporada, 3 episódios    | 43–45 min. | Terminada | [ 26 ] [ 27 ]      |
| Os Eleitos                  | série           | suspense, drama adolescente, desporto           | 29 de dezembro de 2023 | 4 temporadas, 104 episódios | 40–51 min. | Terminada | [ 28 ] [ 29 ]      |

#### Comédia
| Título       | Formato    | Género  | Lançamento             | Temporada(s)              | Duração    | Estado    | Ref.          |
| ------------ | ---------- | ------- | ---------------------- | ------------------------- | ---------- | --------- | ------------- |
| Esperança    | série      | comédia | 19 de dezembro de 2020 | 1 temporada, 12 episódios | 30–58 min. | Cancelada | [ 30 ]        |
| Volto Já     | série      | comédia | 19 de maio de 2022     | 1 temporada, 10 episódios | 6 min.     | Terminada | [ 31 ]        |
| O Pai Tirano | minissérie | comédia | 16 de dezembro de 2022 | 1 temporada, 3 episódios  | 40 min.    | Terminada | [ 32 ] [ 33 ] |

### Filmes
| Título                        | Formato          | Género                    | Lançamento             | Duração  | Estado     | Ref.                 |
| ----------------------------- | ---------------- | ------------------------- | ---------------------- | -------- | ---------- | -------------------- |
| Na Porta ao Lado: Esperança   | filme            | drama                     | 24 de julho de 2021    | 67 min.  | Já lançado | [ 34 ]               |
| Na Porta ao Lado: Amor        | filme            | drama                     | 21 de agosto de 2021   | 53 min.  | Já lançado | [ 35 ]               |
| Na Porta ao Lado: Medo        | filme            | drama                     | 25 de setembro de 2021 | 73 min.  | Já lançado | [ 36 ]               |
| Podia Ter Esperado por Agosto | filme de romance | drama, romance, comédia   | 8 de novembro de 2024  | 112 min. | Já lançado | [ 37 ] [ 38 ]        |
| Fim de Semana                 | filme            | drama histórico, thriller | 13 de dezembro de 2024 | 77 min.  | Já lançado | [ 39 ] [ 40 ] [ 41 ] |

### Continuações
Estes programas foram renovados pela OPTO para temporadas adicionais, após terem transmitido temporadas anteriores em outra emissora ou serviço de streaming
| Título                                 | Formato                    | Género          | Lançamento            | Temporada(s)               | Duração      | Estado    | Ref.   |
| -------------------------------------- | -------------------------- | --------------- | --------------------- | -------------------------- | ------------ | --------- | ------ |
| Levanta-te e Ri (temporada 4)          | stand-up comedy            | comédia         | 16 de junho de 2023   | 1 temporada, 8 episódios   | 111–129 min. | Terminada | [ 42 ] |
| A Casa da Aurora (parte 2)             | série                      | sitcom, comédia | 9 de novembro de 2023 | 1 parte, 4 episódios       | 43–60 min.   | Cancelada | [ 43 ] |
| Vale Tudo - Especial (temporada 2 e 3) | programa de entretenimento | game show       | 10 de janeiro de 2024 | 2 temporadas, 26 episódios | 44–63 min.   | Terminada | [ 44 ] |

## Em desenvolvimento
| Título                     | Formato    | Género                                    | Lançamento | Temporada(s)             | Duração | Estado          | Ref.          |
| -------------------------- | ---------- | ----------------------------------------- | ---------- | ------------------------ | ------- | --------------- | ------------- |
| Lua Vermelha: Nova Geração | série      | sobrenatural, paranormal, drama, suspense | 2025       | —                        | —       | Em pré-produção | [ 45 ] [ 46 ] |
| Azul                       | série      | drama, aventura, ativismo ambiental       | —          | 1 temporada, 6 episódios | —       | Em pós-produção | [ 47 ]        |
| Waterline                  | série      | thriller, drama                           | —          | 1 temporada, 8 episódios | —       | Em pré-produção | [ 48 ] [ 49 ] |
| Sunflower Park             | série      | —                                         | —          | —                        | —       | Em pré-produção | —             |
| Wild Fire                  | minissérie | —                                         | —          | —                        | —       | Em pré-produção | —             |
| 44                         | série      | —                                         | —          | —                        | —       | Em pré-produção | [ 50 ]        |
| Vitória                    | série      | —                                         | —          | —                        | —       | Em pré-produção | [ 50 ]        |

### Filmes
| Título        | Formato   | Género | Lançamento | Duração | Estado          | Ref.   |
| ------------- | --------- | ------ | ---------- | ------- | --------------- | ------ |
| Innamoramento | telefilme | drama  | —          | —       | Em pré-produção | [ 50 ] |

## Informação
| Ano  | Mês      | Títulos                                                |
| ---- | -------- | ------------------------------------------------------ |
| 2020 | Novembro | Jornais OPTO 10’ • Jornais OPTO 15’ • Jornais OPTO 20’ |

### Documentários
| Ano                | Mês       | Títulos                                                                                 |
| ------------------ | --------- | --------------------------------------------------------------------------------------- |
| 2020               | Novembro  | 5+ • Mercado Negro • Como é que o Bicho Mexe? – O Natal de Maio • Mundo à Vista (T3-T5) |
| 2021               | Janeiro   | Momentos Decisivos • Coração na Boca                                                    |
| 2021               | Setembro  | Centenárias                                                                             |
| 2021               | Outubro   | Grande Reserva                                                                          |
| 2022               | Fevereiro | Futre – O Primeiro Português • Despojos de Guerra                                       |
| 2022               | Julho     | Pela Estrada Fora                                                                       |
| 2022               | Agosto    | Máquina do Tempo                                                                        |
| 2023               | Setembro  | Brilhante                                                                               |
| 2023               | Outubro   | Vistos para a Vida                                                                      |
| 2023               | Novembro  | Passaporte                                                                              |
| 2024               | Janeiro   | Cidades Esquecidas • Jangadas de Pedra                                                  |
| Em desenvolvimento |           |                                                                                         |
| TBA                | TBA       | Alterne • Pardo é Papel                                                                 |

## Especiais
| Ano  | Mês     | Títulos                   |
| ---- | ------- | ------------------------- |
| 2024 | Janeiro | Supercopa da Espanha 2024 |